# Mesoleius laricis
Mesoleius laricis är en stekelart som beskrevs av Teunissen 1953. Mesoleius laricis ingår i släktet Mesoleius och familjen brokparasitsteklar. Inga underarter finns listade i Catalogue of Life.